# Kripik
Les kripik ou keripik sont des chips indonésiennes. Il s'agit de fruits séchés, de tubercules, de légumes ou du poisson, plongés dans de l'huile végétale chaude. Les plus populaires sont les kripik singkong (chips de manioc) et les kripik pisang (chips de banane).

## Kripiketkrupuk
En Indonésie, le krupuk désigne un type de grosses chips, tandis que le kripik ou keripik désigne une chips plus petite, ressemblant fortement aux chips occidentales. Ainsi, les chips de pomme de terre sont appelées kripik kentang en Indonésie. Traditionnellement, le krupuk est fait de pâte séchée à base d'un mélange d'amidon et d'autres ingrédients, tandis que le kripik consiste en de fines tranches frites dans l'huile, sans aucun ajout d'amidon.

## Recettes
Quasiment tous les fruits, noix et tubercules peuvent être transformés en kripik, comme le kripik singkong (chips de manioc), le kripik pisang (chips de banane), kripik apel (chips de pomme) de Malang à Java oriental, le kripik nangka (chips de jacquier), le kripik salak (chips de salak), le kripik durian de Medan, le kripik talas (chips de taro), le kripik ubi (chips de patate douce), et le kripik sukun (chips de fruit à pain). L'emping est un type de kripik à base de melinjo (gnetum gnemon).
D'autres types de kripik sont obtenus en enrobant un ingrédient d'une fine pâte liquide et frit dans l'huile pour le rendre croustillant, tel que le kripik belut (kripik d'anguille), kripik tempe (kripik de tempeh), kripik oncom (kripik d'oncom), et des kripik de légumes comme le kripik bayam (kripik d'épinard) et le kripik jamur (kripik de champignon).
En Indonésie, il existe d'autres chips très prisées, telles que le kripik sanjay ou le kripik singkong balado, chips fine de manioc enrobée de piment et de sucre, originaire de Bukittinggi, Sumatra occidental. Une autre recette épicée est le kripik maicih de Bandung, Java occidental. C'est un kripik de manioc ou de macaroni plus ou moins épicé en fonction des goûts.

## Galerie

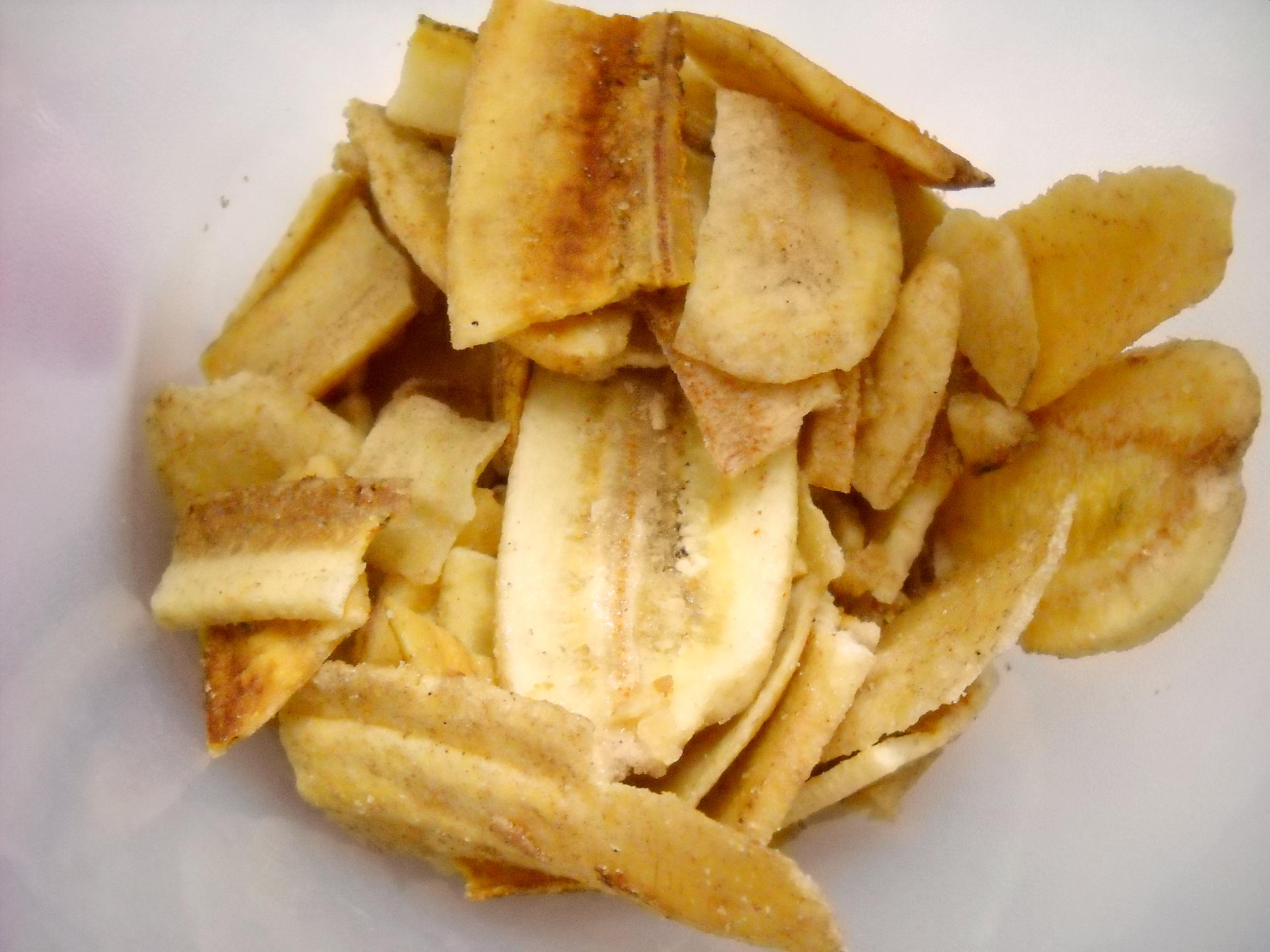
Kripik de banane.
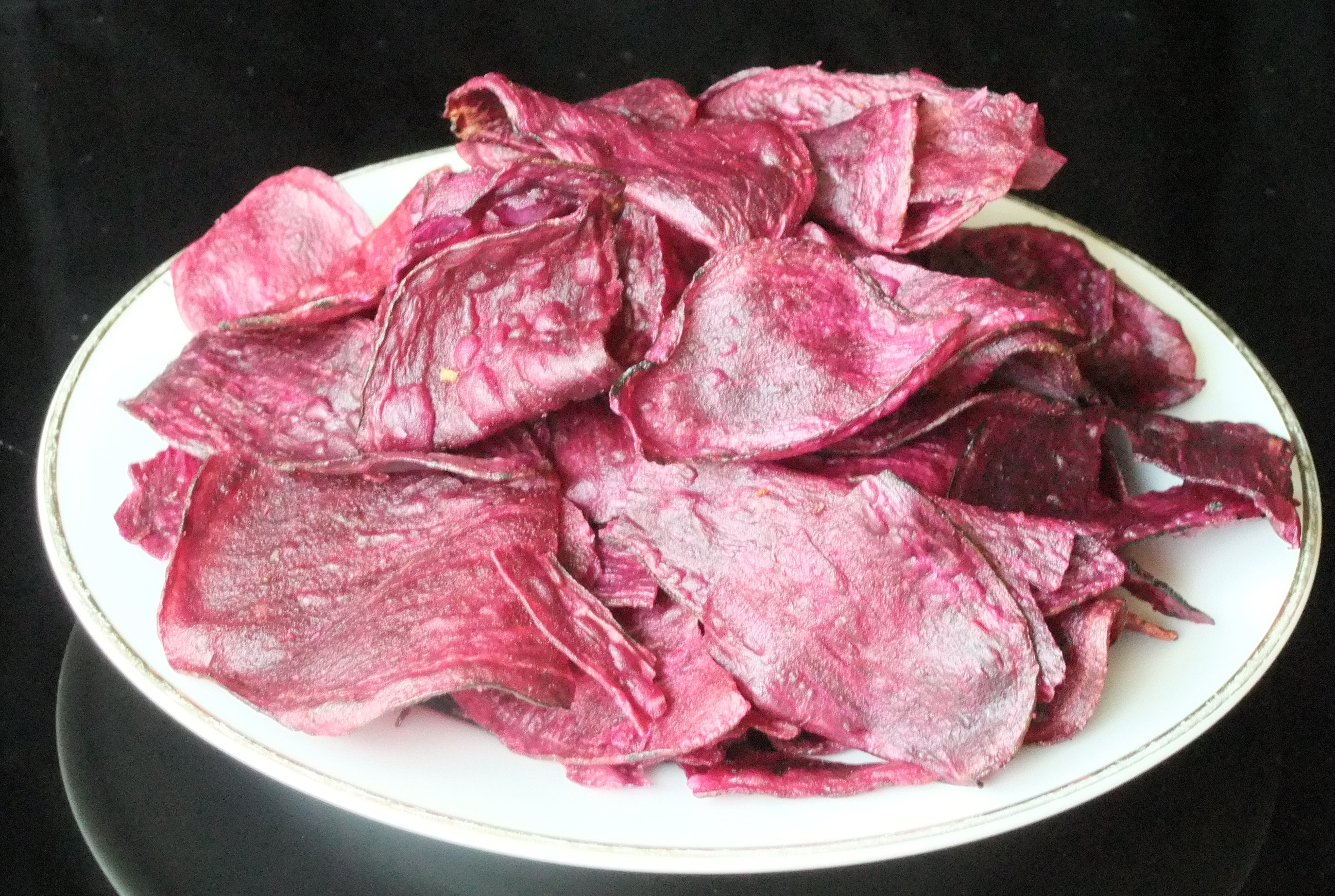
Kripik de patate douce.
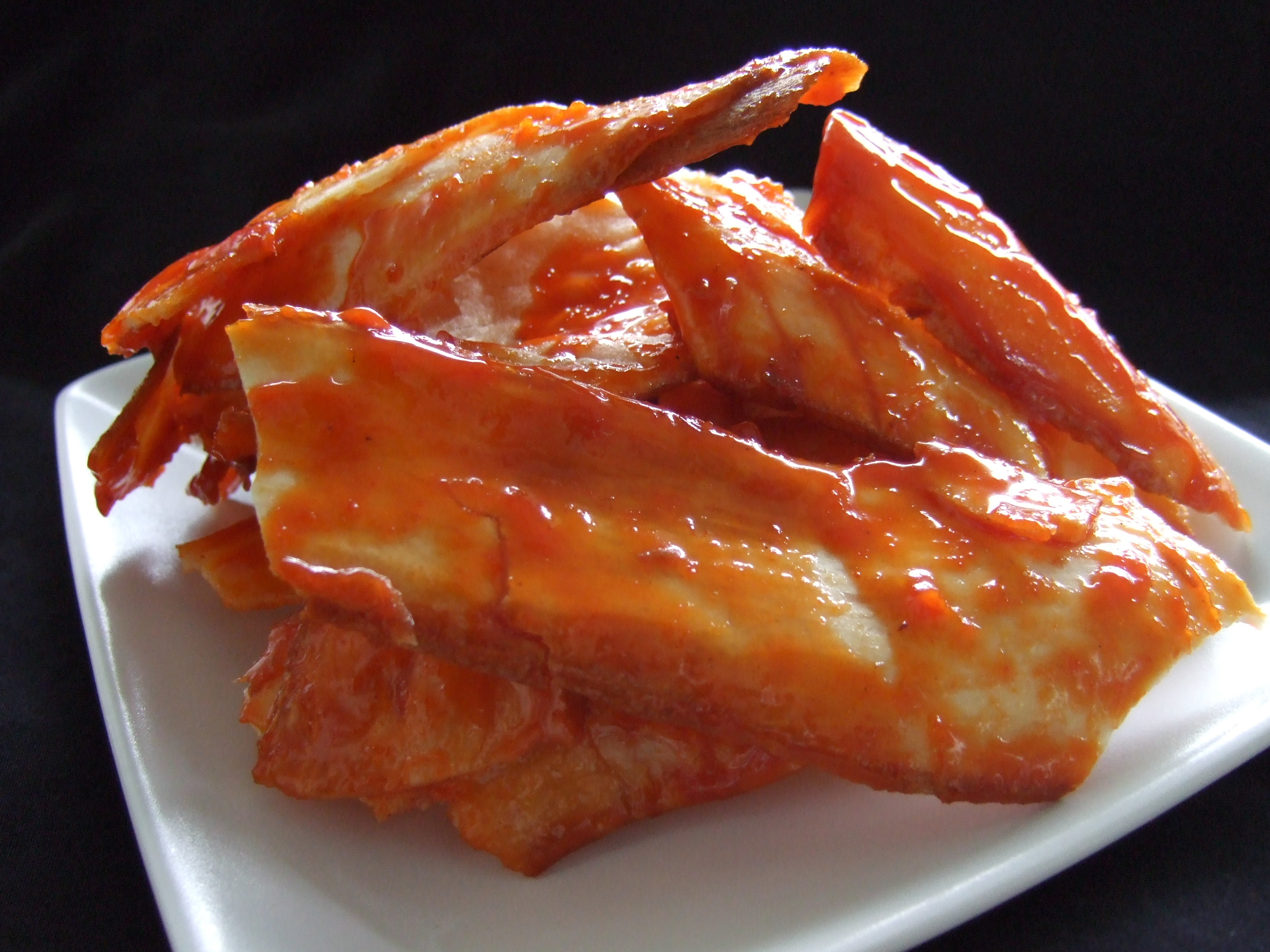
Kripik sanjai, kripik de manioc-piment.
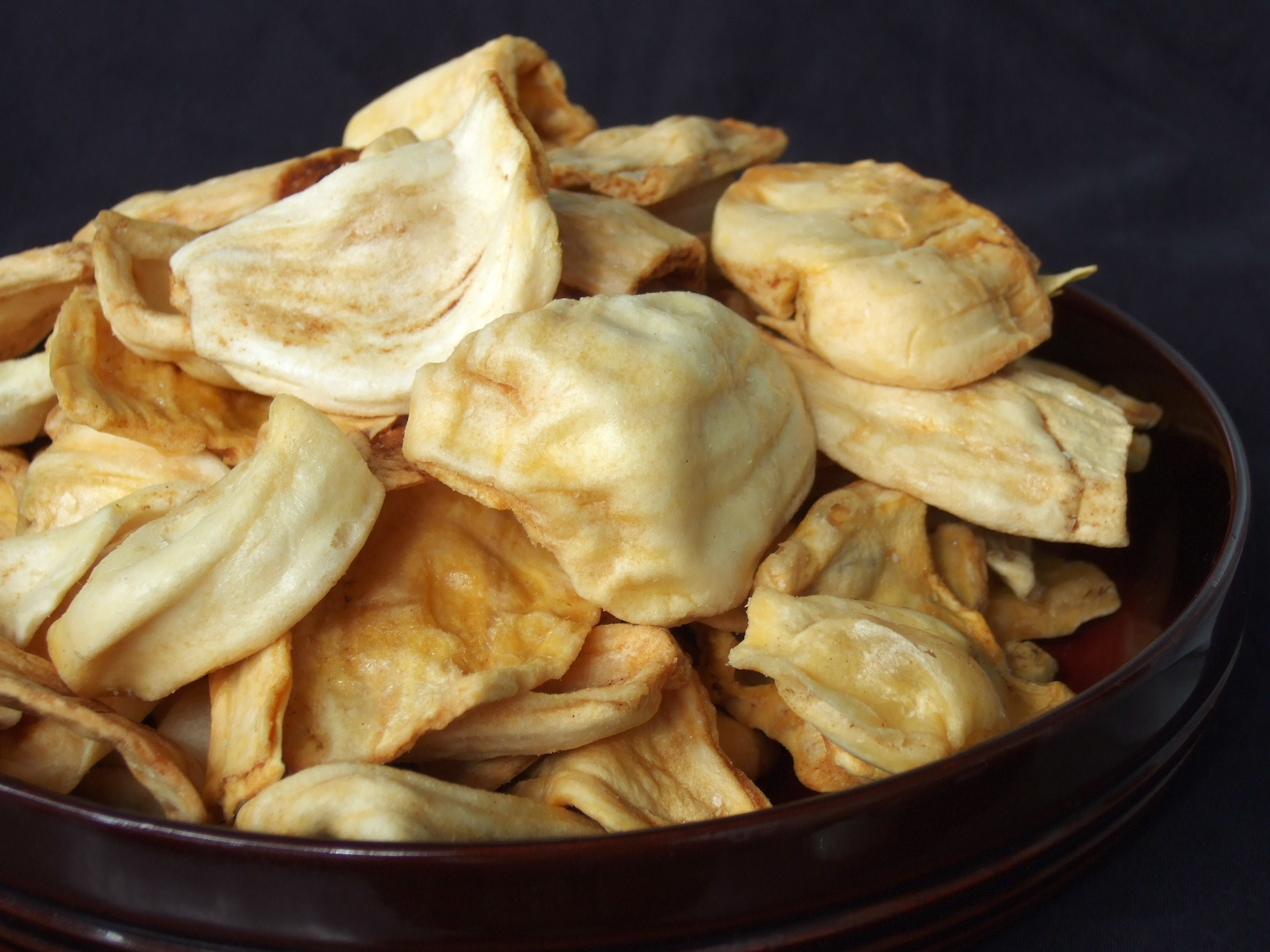
Kripik de jacquier.
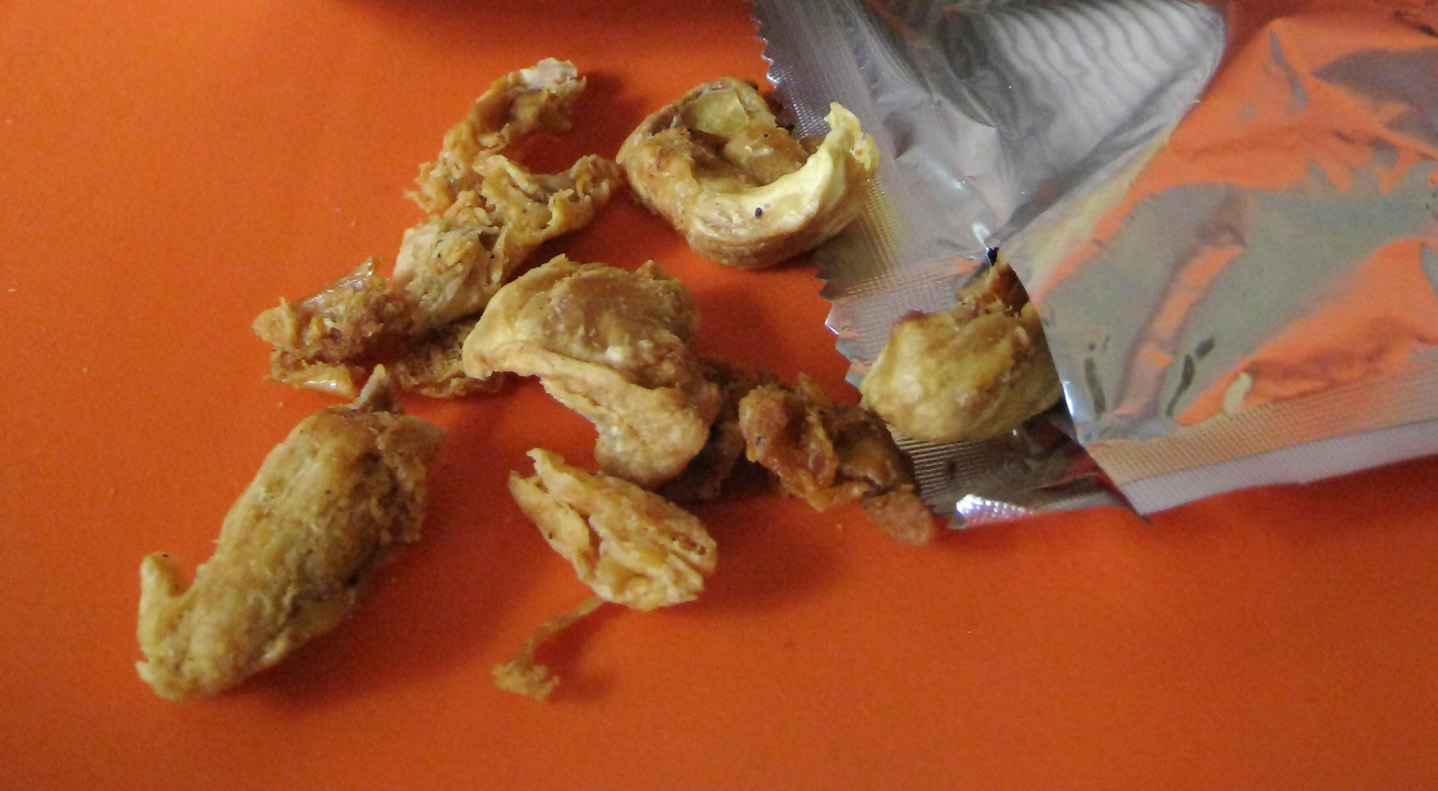
Kripik de durian.
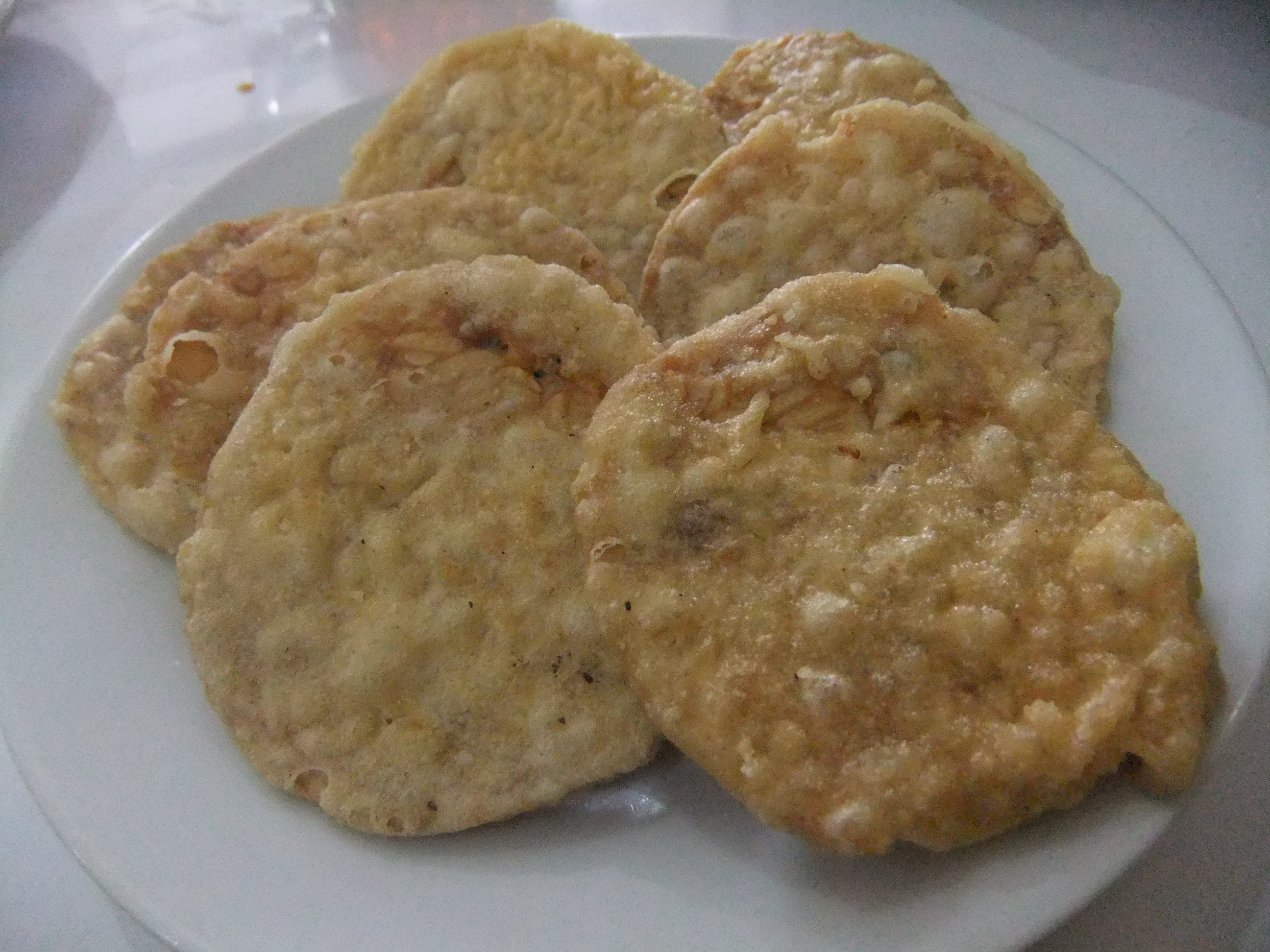
Kripik de tempeh.
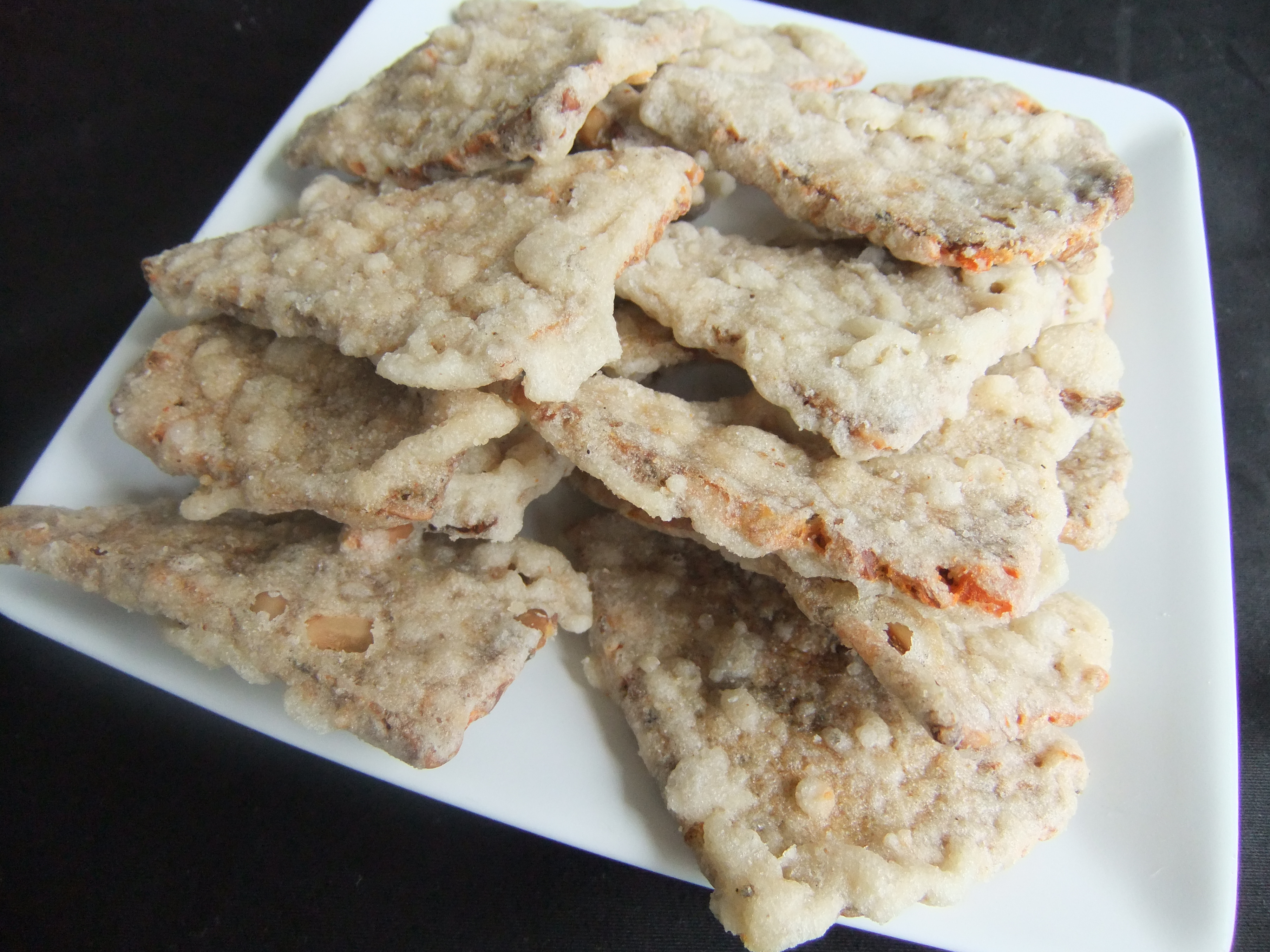
Kripik d'oncom.
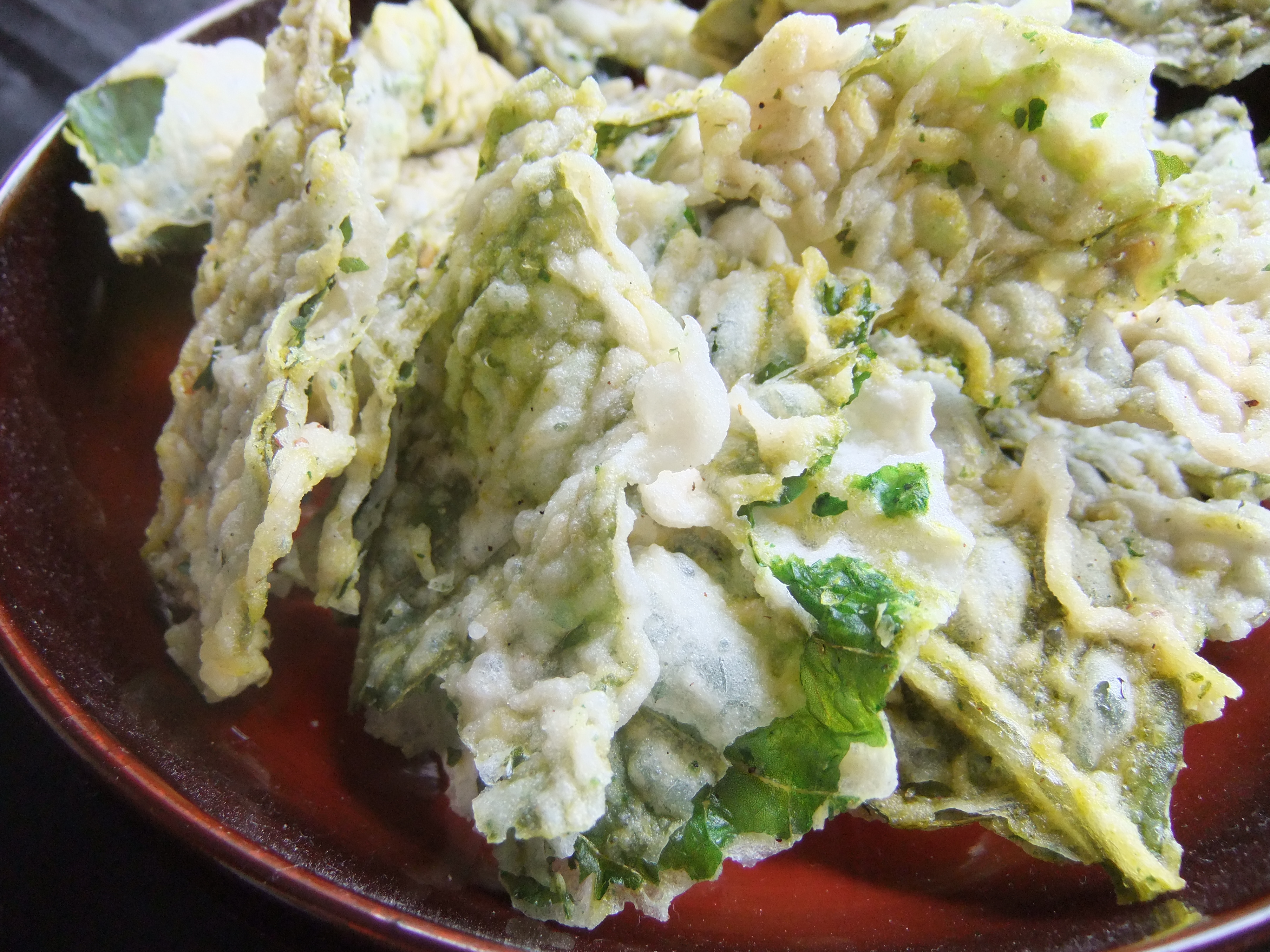
Kripik d'épinard.